# Radovci
Radovci (Hongaars: Radófa) is een plaats in Slovenië en maakt deel uit van de gemeente Grad in de NUTS-3-regio Pomurska. De plaats telde 188 inwoners op 1 januari 2020.